# 圖森角
65°16′S 64°8′W / 65.267°S 64.133°W

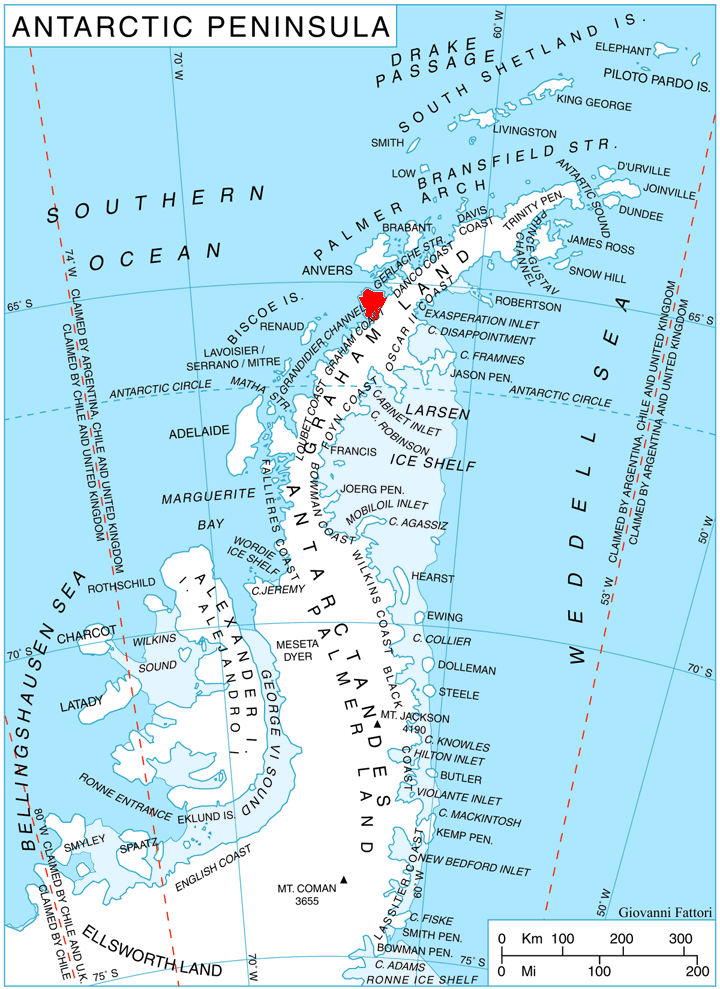

圖森角是南極洲的海岬，位於葛拉漢地西岸，是基輔半島的瓦丁頓灣入口處南部，由比利時的探險隊發現，現時由南極條約體系管理。

## 外部連結
- SCAR Composite Gazetteer of Antarctica（页面存档备份，存于）.